# Kassandra (tv-serie)
Kassandra er en venezuelansk tv-serie fra 1992. Hovedrollerne spilles af henholdsvis Coraima Torres (Andreina Arocha de Rangel/Kassandra la gitana/Kassandra Rangel Arocha/Kassandra Rangel de Contreras), Osvaldo Ríos (Ignacio Contreras/Luis David Contreras) og Henry Soto (Randu).